# Richard Hackenberg
Richard Hackenberg (* 8. Juli 1909 in Niederlindewiese; † 12. Juni 1995) war ein hessischer Politiker (CDU) und Abgeordneter des Hessischen Landtags.

## Ausbildung und Beruf
Nach Schulabschluss und abgeschlossener Lehre wurde Richard Hackenberg zum Sozialarbeiter ausgebildet und arbeitete bis 1940 in diesem Beruf. Dieser Tätigkeit schlossen sich Kriegsdienst und Kriegsgefangenschaft an. Nach der Entlassung 1948 war er wieder in der Sozialarbeit tätig. In den 1950er Jahren betrieb er im Haus der Kath. Volksarbeit am Unterweg 10 in Frankfurt am Main ein Heim für heimatvertriebene Jungarbeiter. Die dortige preisgünstige Unterbringung nahmen auch Studenten z. B. aus Marburg in Anspruch, die während der Semesterferien in Frankfurt arbeiteten.

## Politik
Richard Hackenberg wurde nach dem Krieg Mitglied der CDU und dort in verschiedenen Parteiämter tätig. Unter anderem war er Bezirksvorsitzender der CDU Westhessen.
Vom Beginn der dritten Wahlperiode am 1. Dezember 1954 bis zum Ende der siebten Wahlperiode am 30. November 1974 war er Mitglied des Hessischen Landtags.
Er gehörte 1959 der dritten Bundesversammlung an.

## Sonstige Ämter
Richard Hackenberg war in der katholischen Sozialarbeit engagiert. Er war auch Landesvorsitzender der sudetendeutschen katholischen Ackermann-Gemeinde. Als solcher lud er allmonatlich Landsleute zu informativen oder gesellschaftlichen - gemeinschaftsfördernden-  Veranstaltungen in den Festsaal des Hauses der Kath. Volksarbeit am Unterweg 10 in Frankfurt am Main ein. 1973 wurde Hackenberg zudem Vorsitzender des Flüchtlingsrates der Deutschen Bischofskonferenz. Er war auch Ehrenvorsitzender der Arbeitsgemeinschaft der katholischen Jugend Deutschlands und Mitglied im Zentralkomitee der deutschen Katholiken. Außerdem war Hackenberg ein langjähriger Freund Oskar Schindlers und setzte sich stark für dessen Würdigung ein.

## Ehrungen
1973 wurde ihm das Verdienstkreuz 1. Klasse der Bundesrepublik Deutschland verliehen. 1976 wurde Richard Hackenberg mit der Ehrenplakette der Stadt Frankfurt am Main geehrt. 1992 erhielt er die Johanna-Kirchner-Medaille der Stadt Frankfurt am Main.